# Eomeropidae
Eomeropidae es una familia de insectos endémica de Chile y Argentina, aunque anteriormente estuvieron distribuidos en América del Norte y Asia, pertenecientes al orden Mecoptera. Se conocen   3 géneros fósiles y solo uno viviente: Notiothauma reedi. 

## Sistemática
Se conocen 4 géneros, de los cuales tres son formas fósiles.
- Género Eomerope † Cockerell, 1909
  - Eomerope asiatica Ponomarenko & Rasnitsyn, 1974
  - Eomerope macabeensis Archibald, Rasnitsyn & Akhmetiev, 2005[1]
  - Eomerope pacifica Ponomarenko & Rasnitsyn, 1974[2]
  - Eomerope tortriciformis Cockerell, 1909[3]
- Género Notiothauma McLachlan, 1877 (1 especie)
  - Notiothauma reedi McLachlan, 1877
- Género Tsuchingothauma † Ren & Shih, 2005[4]
  - Tsuchingothauma shihi Ren & Shih, 2005
- Género Typhothauma † Ren & Shih, 2005[4]
  - Typhothauma yixianensis Ren & Shih, 2005